# Сэо, Эрико
Эрико Сэо (яп. 妹尾 栄里子, англ. Eriko Seo, родилась 12 марта 1979, Япония) — японская конькобежка, участница зимних Олимпийских игр 2002 и 2006 годов, серебряный и бронзовый призёр зимних Азиатских игр, 4-кратная бронзовый призёр чемпионата Азии в многоборье, чемпионка и 13-кратная призёр чемпионата Японии.

## Биография
Эрико Сэо родилась в городе Обихиро, где и начала кататься на коньках в возрасте 4-х лет, после того, как старший брат пошёл на каток, и мама взяла её с собой. С 1992 года участвовала на Всеяпонских юношеских студенческих играх, а с 1995 года на чемпионате Японии среди юниоров. В 1996 году дебютировала на чемпионате мира среди юниоров, где заняла 4-е место в многоборье. Тогда же участвовала на зимних Азиатских играх в Харбине и завоевала серебряную медаль в беге на 3000 м и бронзовую на 1500 м.
В 1997 году Эрико завоевала золотые медали на домашнем чемпионате Азии в Обихиро в забеге на 1500 м и 3000 м, а также серебряную на 5000 м, и на чемпионате Японии среди юниоров стала 2-й в многоборье, а через год взяла золото. В том же 1998 году впервые выступила на Кубке мира. В 1999 году она заняла 3-е место на чемпионате Японии и дебютировала на чемпионате мира в классическом многоборье в Хамаре, где заняла 16-е место, также стала 3-й в сумме многоборья на чемпионате Азии в Нагано. 
В 2000 году Эрико Сэо на чемпионате мира на отдельных дистанциях в Нагано заняла 9-е место в забеге на 5000 м, 13-е на 3000 м и 18-е на 1500 м. Ещё через год заняла третье место на чемпионате Японии в многоборье. На чемпионате мира в классическом многоборье заняла 17-е место, а следом на чемпионате мира на отдельных дистанциях в Солт-Лейк-Сити финишировала 8-й на дистанции 5000 м и 16-й в беге на 1500 м и 3000 м.
В феврале 2002 года на своих первых зимних Олимпийских играх в Солт-Лейк-Сити финишировала 19-й на дистанции 3000 м. Уже через месяц на чемпионате мира в классическом многоборье заняла 22-е место. В 2003 году впервые выиграла чемпионат Японии в забеге на 3000 м во второй раз выиграла бронзу в многоборье на чемпионате Азии в Харбине. В 2004 году выиграла бронзу в многоборье на чемпионате Японии и на чемпионате Азии в Чхунчхоне. 
В феврале 2004 года на чемпионате мира в классическом многоборье заняла 20-е место, а на чемпионате мира на отдельных дистанциях финишировала 14-й в беге на 5000 м и 22-й на 3000 м. В 2005 году на чемпионате мира на отдельных дистанциях в Инцелле она заняла 13-е место в забеге на 3000 м. В 2006 году вновь стала третьей в многоборье на чемпионате Азии в Харбине, а на зимних Олимпийских играх в Турине Сэо заняла 21-е в забеге на 3000 м. После игр участвовала на чемпионате мира в классическом многоборье, где заняла 21-е место. 
После олимпиады Эрико Сэо участвовала только в национальных первенствах в течение двух сезонов, но больших успехов не добивалась. Она хотела отобраться на олимпиаду 2010 года, но решила в 2008 году завершить карьеру спортсменки. Эрико вышла замуж в 2010 году за американского конькобежца Такера Фредрикса, с которым живут в США. Она работала на японском рынке в Солт-Лейк-Сити, недалеко от их дома.